# Nakajima A2N
El Nakajima A2N fue un caza embarcado japonés de la década de 1930, designado como Caza Embarcado Tipo 90 de la Armada.

## Diseño y desarrollo
El A2N fue originalmente desarrollado por la Compañía Aeronáutica Nakajima para la Armada Imperial Japonesa. Estaba basado en el Boeing Modelo 69 y el Boeing Modelo 100, los cuales habían sido importados en 1928 y 1929 respectivamente. Takao Yoshida dirigió el equipo de diseño. En diciembre de 1929 estuvieron listos dos prototipos, que fueron designados como Caza Embarcado Tipo 90 de la Armada en previsión de su aceptación por la Armada. Propulsados por motores Bristol Jupiter VI, estos fueron rechazados al no ofrecer una mejora significativa respecto al Nakajima A1N.
Jingo Kurihara llevó a cabo un rediseño parcial y creó otro prototipo, el A2N1, propulsado por un motor Nakajima Kotobuki 2 de 432 kW (580 HP), que estuvo listo en mayo de 1931. El modelo fue adoptado por la Armada en abril de 1932. En 1932, Minoru Genda formó un equipo de acrobacia aérea llamado "Circo Volante de Genda" para promover la aviación naval y pilotó este avión.
Más tarde se desarrolló un avión de entrenamiento biplaza a partir del Caza Embarcado Tipo 90 de la Armada, el A3N1, del cual se construyeron 66 unidades entre 1936 y 1939.

## Características
Era un caza biplano monoplaza con alas de envergadura desigual, equipado con un tren de aterrizaje fijo de patas independientes, sin carenados en las ruedas.
Todas sus versiones estaban armadas con dos ametralladoras.

## Historial operativo
El Nakajima A2N operó desde los portaaviones Hōshō, Kaga y Ryūjō.

## Variantes

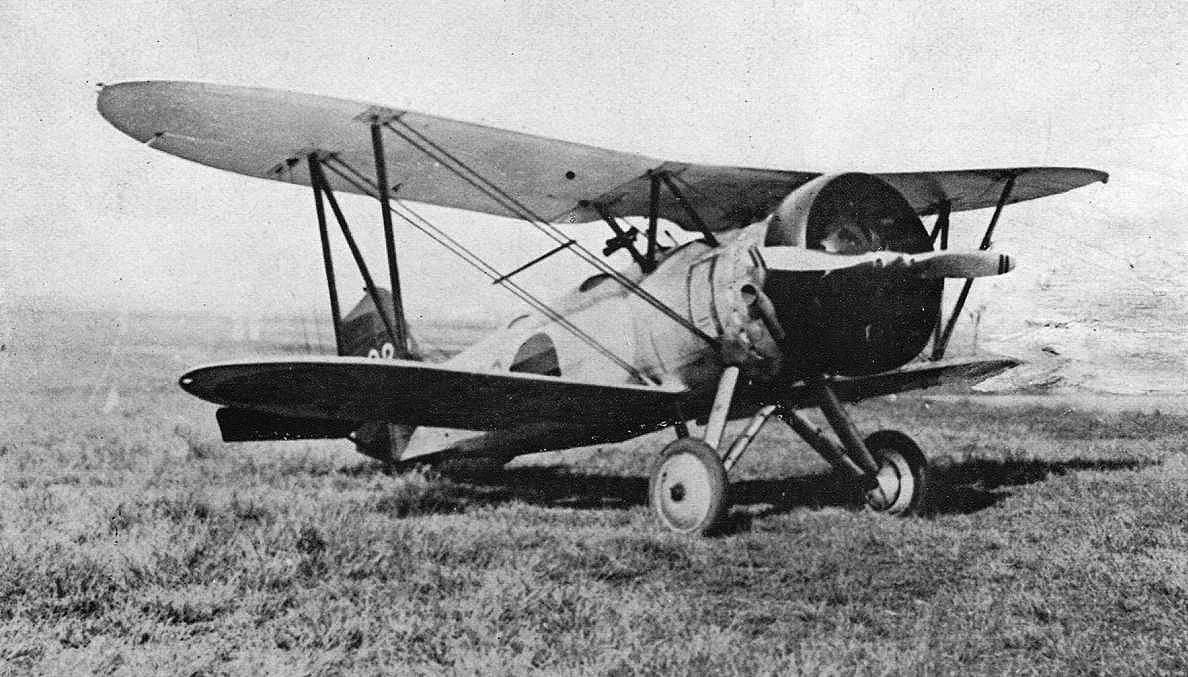
Un A2N3-1.

A2N1Presentaba diedro solo en el plano inferior. Armado con dos ametralladoras fijas en los costados del fuselaje.
A2N2Al igual que la versión anterior, presentaba diedro solo en el plano inferior. Armado con dos ametralladoras fijas instaladas sobre el capó del motor, frente al piloto.
A2N3El diedro positivo aparecía en ambos planos. El armamento instalado era igual que en la versión anterior.
A3N1Avión biplaza de entrenamiento.

## Especificaciones (Nakajima A2N1)
Referencia datos: Japanese Aircraft, 1910-1941; The Complete Book of Fighters

### Características generales
- Tripulación: 1
- Longitud: 6,18 m
- Envergadura: 9,37 m
- Altura: 3,20 m
- Superficie alar: 19,74 m²
- Peso vacío: 1.045 kg
- Peso cargado: 1.550 kg
- Planta motriz: 1× Nakajima Kotobuki 2, radial de 9 cilindros.
  - Potencia: 580 HP (433 kW);

### Rendimiento
- Velocidad máxima operativa (Vno): 293 km/h a 3.000 m
- Velocidad crucero (Vc): 166 km/h
- Alcance: 501 km
- Techo de vuelo: 9.000 m
- Régimen de ascenso: 5,75 minutos a 3.000 m
- Carga alar: 78,5 kg/m²

### Armamento
- Armas de proyectiles: 2 ametralladoras Tipo 97 de 7,70 mm,